# Cerkiew Narodzenia Pana Jezusa w Szpikołosach
Cerkiew Narodzenia Pana Jezusa w Szpikołosach – drewniana cerkiew, początkowo greckokatolicka, potem prawosławna, obecnie rzymskokatolicki kościół parafialny pw. Matki Bożej Łaskawej, znajdująca się w Szpikołosach.

## Historia
Cerkiew wzniesiona została jako unicka w 1801 na miejscu poprzedniej drewnianej cerkwi. W 1875 została zmieniona w cerkiew prawosławną, rekoncyliowana w 1919, w latach 1939-1945 znowu w rękach prawosławnych. 
Cerkiew odnawiana była w okresie międzywojennym i po II wojnie światowej, w latach 1971-1972 pomalowana, boazeria pochodzi z 1989. Po II wojnie światowej przejęta przez kościół rzymskokatolicki jako kościół parafialny Matki Boskiej Łaskawej należący do parafii Przemienienia Pańskiego w Szpikołosach.

## Architektura

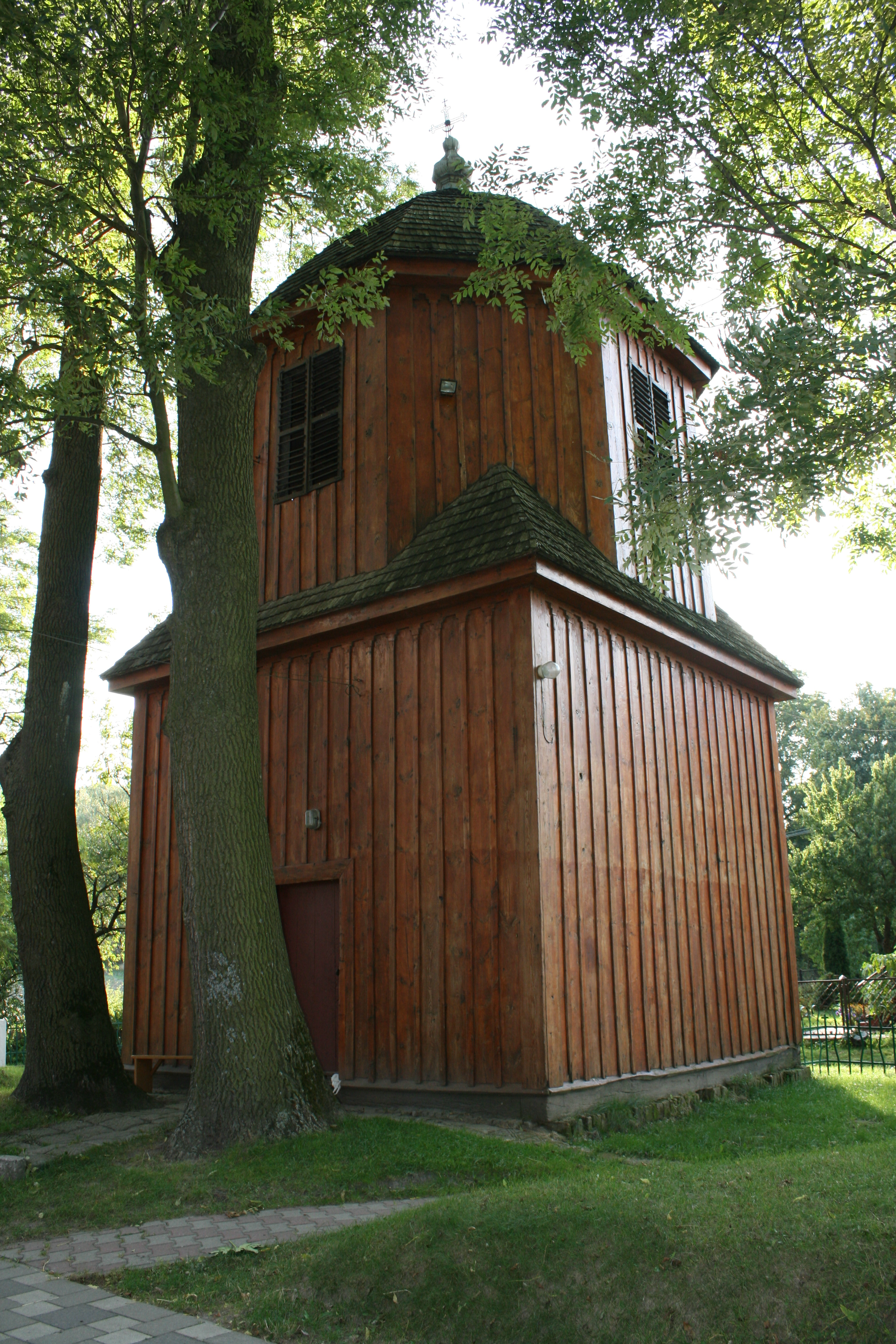
Dzwonnica

Cerkiew jest orientowana, konstrukcji zrębowej, oszalowana, trójdzielna.
Prezbiterium prostokątne, zamknięte trójbocznie, szersza, kwadratowa nawa i prostokątny równej szerokości z prezbiterium babiniec. Przy prezbiterium od strony północnej czworoboczna zakrystia. 
Nad nawą ośmiopołaciowa kopuła z latarnią wsparta na ośmiobocznym tamburze. Wewnątrz w nawie ośmiopolowe, pozorne sklepienie kopulaste, w prezbiterium pozorne sklepienie kolebkowe, w pozostałych pomieszczeniach strop. Łuk tęczowy oraz arkada między nawą i babińcem półkoliste. Zewnątrz w dolnej części, z wyjątkiem zakrystii, wydatny okap wsparty na występujących belkach zrębu. 

## Otoczenie
Dzwonnica z 1850, odnawiana w XX wieku. Drewniana, konstrukcji słupowo-ramowej, oszalowana. Dwukondygnacyjna, górą ośmioboczna; między kondygnacjami daszek okapowy. Dach ośmiopołaciowy, kopulasty oraz daszek okapowy, pobite gontem.